# Autoba angulifera
Autoba angulifera là một loài bướm đêm trong họ Erebidae.